# إدي جامبوا
إدي جامبوا (بالإنجليزية: Eddie Gamboa)‏ هو لاعب كرة قاعدة أمريكي، ولد في 21 ديسمبر 1984 في ميرسيد في الولايات المتحدة.

## وصلات خارجية
- إدي جامبوا على موقع دوري كرة القاعدة الرئيسي (الإنجليزية)
- إدي جامبوا على موقعبيزبول رفرنس.كوم (الدوري الرئيسي) (الإنجليزية)
- إدي جامبوا على موقعبيزبول رفرنس.كوم (الدوري الثانوي) (الإنجليزية)
- إدي جامبوا على موقع إي إس بي إن.كوم (أم.أل.بي) (الإنجليزية)
- إدي جامبوا على موقع مشجعي الرسوم البيانية (الإنجليزية)